# Авидар-Чернович, Емима
Емима Авидар-Чернович (урождённая Емима Шмуйловна Черневич, ивр. ימימה אבידר-טשרנוביץ‎‎; 30 сентября 1909, Вильно — 20 марта 1998, Иерусалим) — израильская писательница, чьи произведения стали классикой современной детской литературы на иврите.

## Биография
Емима Авидар-Черновиц родилась 30 сентября (по старому стилю) 1909 года в Вильно, в семье Шмуйла Зисковича Черновица и Бейлы Янкелевны Фельдман (уроженцев Средника). В 1921 году, в возрасте 12 лет уехала в Палестину.
В 1925 году её семья переехала в Тель-Авив. Там Емима завершила учёбу в гимназии Герцлии в 1928 году. В этом же году её мать умерла после перенесенной продолжительной болезни легких. Через год-полтора её отец скончался от малярии.
После окончания школы Емима опубликовала детские буклеты под названием Циц, участвовала в работе детской театральной студии под руководством Цви Фридланде (1898—1967), писала пьесы для студии. С 1931 по 1932 год она училась в университетах Берлина и Вены, завершив своё обучение в Берлине. В Вене она познакомилась с Йосефом Рохелем (1906—1995), который приехал туда на лечение после потери правой руки от взрыва гранаты во время военных учений. Они поженились в 1932 году и после возвращения в Палестину поселились в Тель-Авиве.
В Палестине Емима Авидар-Чернович работала также учителем и директором школы, вела детские передачи на радио Коль Йерушалаим, воспитателем дошкольных учреждений, работала в редакции Dvar HaPo’elet. С 1953 года семья жила в Иерусалиме, где писательница и умерла 20 марта 1998 года.

## Творчество
Емима начала писать ещё в детстве. После её смерти, семья обнаружила шесть дневников на иврите, датированными 1919 годом, когда ей было десять лет. Дневники полны попыток сочинений басен и другой литературы. Когда ей было четырнадцать лет, детская газета Иден опубликовала её рассказ «На горе Елеонской».
Во время работы преподавателем детского сада она написала свои первые рассказы для детей («Рассказы для Рамы», «Хулиганские муки», «Куши и Нуши»). Её основные книги для детей написаны в жанре Sippurei havurah и основаны на наблюдениях за повседневной жизнью детей. Занималась Емима также переводами литературных произведений на иврит.

## Награды
Емима Авидар-Чернович — лауреат Премии Израиля в области детской литературы (1984) и почётная гражданка Иерусалима (1992).

## Публикации[9]

### Книги на иврите
- Stories for Rama (Sipurim Le-Rama), Stybel, 1936
- Daliah, Hatkufah, 1940
- Naughty Muki (Muki HaShovav), Massada, 1943
- Awake Spring (Ura Ma`ayan), Yavne, 1943
- The Swallow Tells Me (HaSnunit Mesaperet), Massada, 1944
- Eight in Pursuit of One (Shmonah BeIkvot Ehad), Twersky, 1945; Keter, 1996
- He Will Bring Them (Hu Yavi Otam), Twersky, 1945
- A pair of Shoes (Zug Na`alaim), Twersky, 1945
- Grandpa Moon (Saba Yareah), Yavne, 1945
- One of Ours (Ehad MiShelanu), Twersky, 1947
- Kindergarten Songs (Gan Gani Alef, Three volumes, with Levin Kipnis), Twersky, 1947—1952
- The Toys` visit (Bikur HaTza`atzuim), Massada, 1949
- Two Friends on the Road (Shnei Re`im Yatzu LaDerech), Twersky, 1950
- The Magic Chain (Sharsheret HaKesamim), Newmann, 1952
- The Winding Path (BaShvil HaMitpatel), Twersky, 1955
- Kushi and Nushi, Massada, 1955[Kushi Ve- Nushi]
- The Secret Circle (BeMa`agal HaStarim), Dvir Li- Yladim, 1955
- Home (Habaita), Am Oved, 1960
- Stories for Nivi (Sipurim LeNivi), Massada, 1962
- Grandma’s Dove (HaYonah Shel Savta), Massada, 1963
- The Daughter (HaBat), Massada, 1966
- Nunu, Twersky, 1967
- Towers in Jerusalem (Migdalim B`Yerushalayim), Massada, 1968
- Diligent Girls (Yeladot Harutzot), Yizre`el, 1968
- Operation 52 (Mivtzah 52), Massada, 1971
- Michali, Massada (Michali), 1974
- Really? (BeEmet?), Sifriat Poalim, 1978
- Fire Chariot (Rechev Esh), Lichtenfeld-Bronfman, 1979
- Tantan comes to Visit (Tantan Ba LeHitareah), Massada, 1979
- Muki is Angry with Mum (Muki BeRogez Al Ima), Massada, 1980
- Grandma’s Teddy Bear Goes North (Duby Shel Savta Yotze LaTzafon), Sifriat Poalim, 1982
- Three Diligent Girls (Shalosh Yeladot Harutzot), Domino, 1983
- Hello Grandma, It’s Me Talking (Hallo Savta, Zo Ani Medaberet), Keter, 1984
- Daddy’s Paratrooper Boots (Na`alei HaTzanhanim Shel Aba), Lichtenfeld, 1984
- Mommy I’m Bored! (Ima, Mesha`amem Li!), Keter, 1986
- Grandma Wears Sportwear (Savta Be Training), Massada, 1988
- You will not Keep Me at Home (Oti Lo tashiru BaBait), Keter, 1988
- Little Fibbs (Shkarim Ktanim), Keter, 1990
- Who Kidnapped Boaz? (Mi Hataf Et Boaz?) Keter, 1992
- Stories for Roee (Sipurim LeRoee), Keter, 1993
- Yemima Avidar-Tchernovitz’s Big Book (HaSefer HaGadol Shel Yemima Avidar-Tchernovitz), Am Oved, 1995
- Grandma Through the Windows (Savta Yatza MeHaHalonot), Keter, 1997

### Переведенные произведения
- Песни Детского Сада (Ган-Гани) — English: Tel Aviv, Twersky, 1957
- Дневник израильской девочки. Ramat Gan, Massada Press, 1969
- Домой! Spanish: Buenos Aires, Editorial Israel, 1961.
- Один из нас — Spanish: Buenos Aires, Editorial Israel, 1953
- Два друга на дороге — русский: Иерусалим, Алия, 1993